# أماندا تيري
أماندا تيري هي فنانة مكياج كندية، ولدت في 7 مارس 1975 في تورونتو في كندا.

## وصلات خارجية
- أماندا تيري على موقع IMDb (الإنجليزية)